# Frozen Bubble

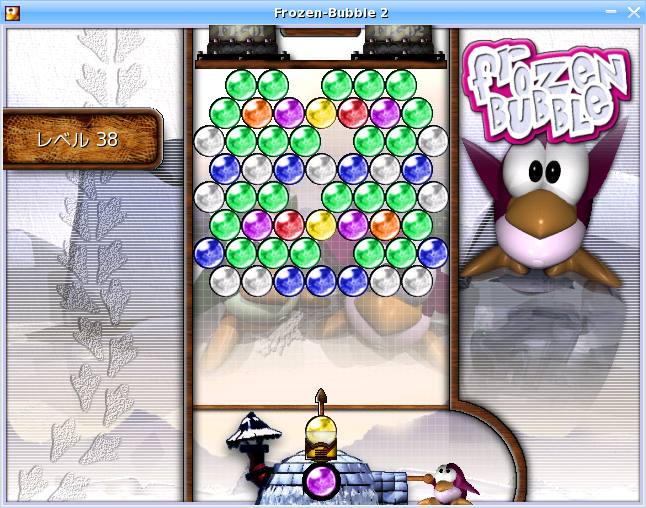
Frozen Bubble バージョン 2 (シングル・プレイ)

Frozen Bubble（フローズンバブル）はパズルボブル形式のフリーなコンピュータゲームである。

## 概要
Linux・Mac OS X・Windows・ スマートフォンに搭載されるSymbian Series 60など様々なOSで動作する。また、1人用のJavaアプレット版もある。
最初のFrozen BubbleはGuillaume CottenceauによってPerlで書かれた。これはSDLライブラリが使われており、100のレベルとレベルエディターが実装されていた。
いくつかの有名なオープンソースゲームのように、このゲームもペンギンのタックスを主役にしている。このゲームでタックスは色のついたFrozen bubbleを撃ち、同じ色のグループを作って消していく。ゲームの目的は全てのFrozen bubbleを消すことである。
このゲームはGNU General Public Licenseで公開されている。もともとは、 Mandrake Linux （現 Mandriva Linux）で作動するよう考案されたコンピューターゲームであった。 

## 対戦のバリエーション

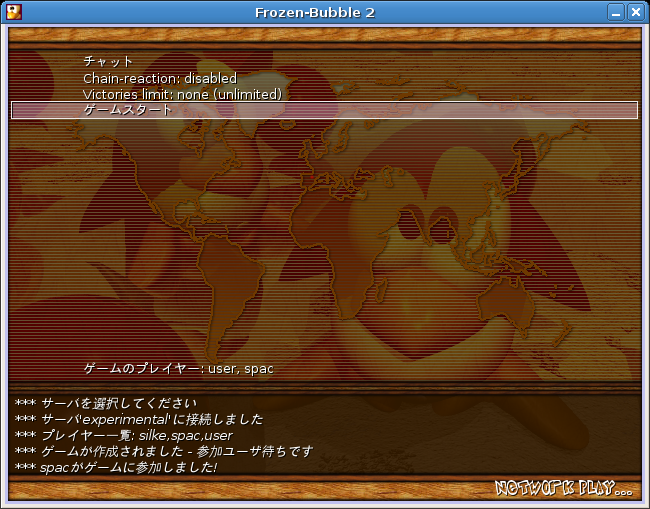
ネットワーク・プレイ

Frozen Bubble は、1人だけで遊ぶことも、複数の人数を相手にして対戦することもできる。また、ネットワーク経由で不特定の相手と対戦することも可能である。
右図は、ネットワーク対戦の場合である。サーバーを選択し、ユーザーが参加するのを待って、ゲームが開始される。

## 遊び方
画面下に現れる砲台から泡 (bubble) を発射して、画面上の泡を順次撃ち落とすという、至ってシンプルなゲームである。
泡の色は赤・青・緑など全部で8色あり、同じ色の泡が3つ以上くっつくと撃ち落とすことができる。砲台の操作は矢印キーで行い、←　→　それぞれのキーで泡を打ち出す角度を決め、↑キーで発射させる。泡を壁に反射させて狙い撃ちすることもできる。幾度も撃ち落としに失敗すると、画面上の泡が全て凍り付いてゲーム終了となる。
全ての泡を片付けることができれば、次のレベル（ステージ）へと進めるが、レベルの数が上がるにつれて難易度も増していく。レベル・エディタが付属しているので、プレーヤーは画面の構成に任意の変化を与えることが可能となっている。
なお、2人で遊ぶ場合は、1つのキーボードを共有して対戦する。一方は上で述べた通り　←　↑　→　キーで操作し、他方は　X　C　V　キーを使って同様な操作することで、泡の撃ち落としを競い合う。早く撃ち落とした方が勝ちとなる。
1つ前の画面に戻ったり、ゲームを終了させたい時は、Escapeキーを押す。